# Pískování (kreativní technika)
Pískování (neboli malování barevným pískem, Sand Art) je kreativní technika, která je založená na jemném sypání písku na papír potřený lepidlem nebo na šablonu, která obsahuje lepicí plochu, která se postupně odkrývá. Vznikají tak zajímavé pískové ornamenty nebo i dětské obrázky podobné pískové malbě.
Pískování bývá označováno za suchou techniku. Pomáhá rozvíjet jemnou motoriku, koncentraci, sebevědomí, barevné cítění a fantazii. Přináší relaxaci mysli. Lze jej tedy použít i jako terapeutickou pomůcku nebo jen jako zajímavé zpestření festivalu či oslavy.

## Materiály vhodné k pískování
Pokud není k dispozici písek, je možné využít jakýkoliv sypký materiál (krupici, různé druhy koření, nadrcené bylinky či jiné sušené plody apod.). Obarvením materiálu lze získat i různé možnosti, jak obrázek barevně ztvárnit. Pokud se používá písek, doporučuje se velmi jemný (zrnitost 0,06 – 0,3 mm).